# Yang Jianli

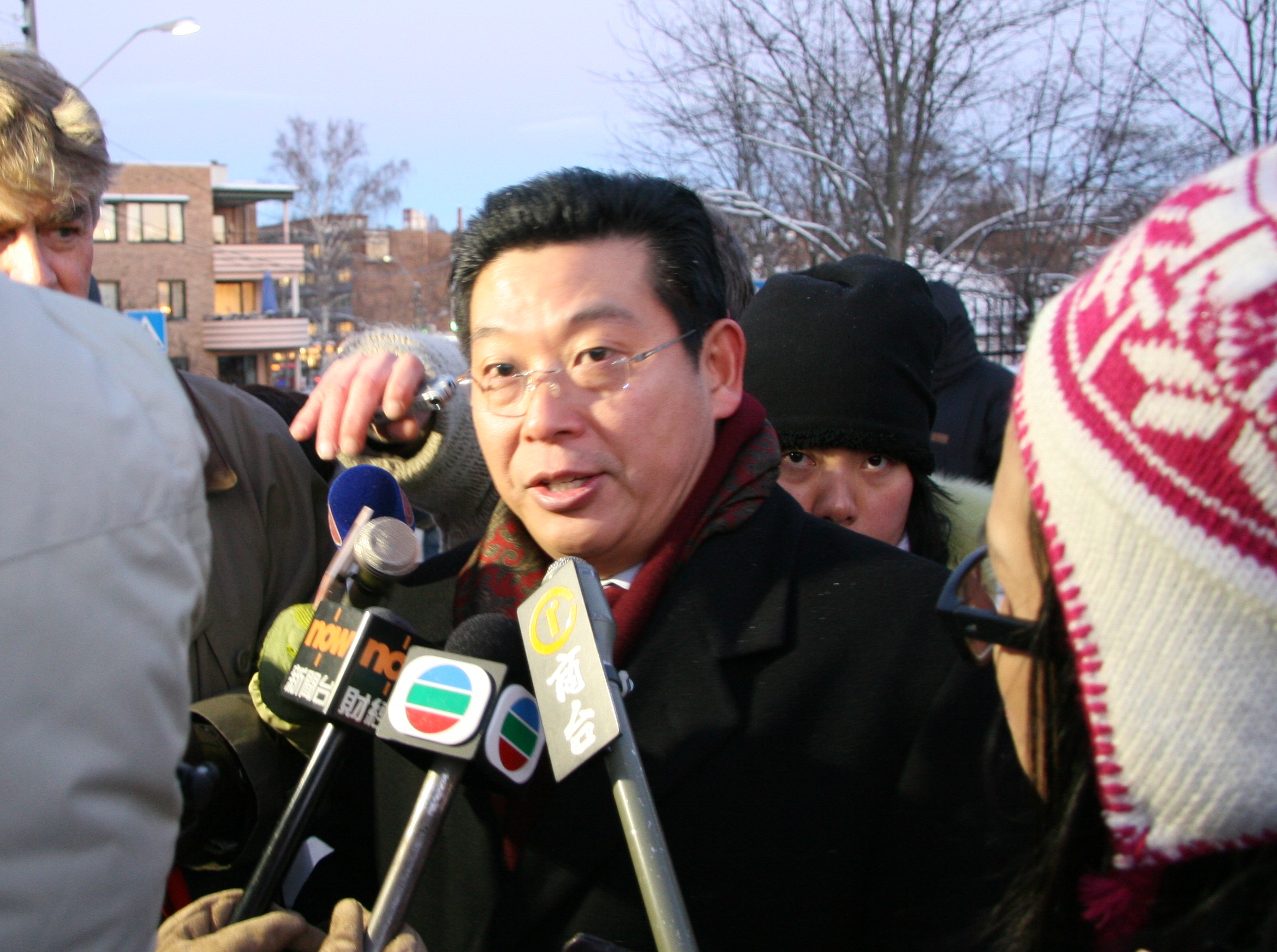
Yang Jianli

Yang Jianli (chinesisch: 楊建利, * 1963 in Shandong, Volksrepublik China) ist ein Gelehrter, Aktivist und chinesischer Dissident mit Wohnsitz in den Vereinigten Staaten. Im Jahr 2002 besuchte Yang China und wurde von der chinesischen Regierung wegen Spionage und illegaler Einreise festgenommen und eingesperrt. Am 27. April 2007 wurde er freigelassen.
Yang ist bekannt dafür, dass er sich für Demokratie in China einsetzt. Er nahm seit 1980 an Pro-Demokratiebewegungen teil und musste 1989 nach dem Tian’anmen-Massaker aus China fliehen.

## Biografie
Yang Jianli wurde in der Provinz Shandong im Norden Chinas geboren und absolvierte die Peking-Universität im Alter von 19 Jahren. Jianli, ein aufsteigender Stern in der Kommunistischen Partei Chinas, war bald von der Korruption und Unaufrichtigkeit des kommunistischen Systems enttäuscht. Yang verließ China und studierte an der Universität Berkeley Mathematik. Im Jahr 1989, im Alter von 26 Jahren, wurde Yang von seinen Studienkollegen in Berkeley dafür ausgewählt, dass er nach Peking gehen und ihre Mitstudenten in China unterstützen solle, die auf dem Platz des Himmlischen Friedens (auch als Tiananmen-Platz bekannt) für Demokratie demonstrierten. Yang kam rechtzeitig dort an, um mitzuerleben, wie Tausende durch die Gewehre und Panzer der chinesischen Armee massakriert wurden. Dieses Ereignis veränderte Yangs Zukunft. Er entkam knapp der Gefangennahme und kehrte in die Vereinigten Staaten zurück, wo er Demokratie studierte.
Im Jahr 2002 kehrte Yang nach seinem Doktorat in Politischer Ökonomie an der Harvard University nach China zurück, um der Arbeiterbewegung mit gewaltfreien Kampfstrategien zu helfen. Er wurde festgenommen und im Mai 2004 verkündete die Kommunistische Partei der Volksrepublik China einen Schuldspruch und verurteilte Yang, wegen Spionage und illegaler Einreise, zu fünf Jahren Gefängnis. Mit Hilfe des US-Kongresses und den Vereinten Nationen wurde er im April 2007 freigelassen.

## Aktivismus
Yang Jianli, ein Tian’anmen-Platz-Aktivist im Jahr 1989, ging zum Studieren in die Vereinigten Staaten. Er promovierte an der Harvard University Politische Ökonomie und Mathematik an der University of California, Berkeley. Danach gründete er die Foundation for China in the 21. Century (Stiftung für China im 21. Jahrhundert). Angesichts seines politischen Aktivismus wurde er von der Regierung der Volksrepublik China auf die schwarze Liste gestellt. Als Yangs Reisepass abgelaufen war und er ihn verlängern lassen wollte, weigerte sich die Regierung seinen Reisepass zu erneuern.
Yang ist davon überzeugt, dass Demokratie in China nur dann erreicht werden kann, wenn alle Bürger erwachen, die von der Regierung Chinas beherrscht werden, und sich vereinen. Im Jahr 2007 gründete er die Initiatives for China, eine Demokratiebewegung, die sich für einen friedlichen Übergang zur Demokratie in China einsetzt. Einige Zeit nach der Gründung begann die Initiative einen 500-Meilen-Marsch von Boston nach Washington, D.C., der von Yang Jianli gesponsert wurde, um die Menschenrechtssituation in China hervorzuheben und als Demonstration im friedlichen Kampf für demokratische Reformen. Dieser Marsch erhielt weltweite Anerkennung, unter anderem von dem Präsidenten der Republik China (Taiwan), dem Dalai Lama, und der damaligen Sprecherin des Repräsentantenhauses der USA, Nancy Pelosi. Der Marsch wurde mit einer Veranstaltung zum Gedenken des 4. Juni, dem Jahrestag des Tiananmen-Platz-Massakers, abgeschlossen.

## Inhaftierung
Yang Jianli kehrte im April 2002 mit dem Pass eines Freundes nach China zurück, um die Arbeitsunruhen im Nordosten Chinas zu besichtigen. Er wurde verhaftet, als er versuchte einen Inlandsflug zu besteigen, und von chinesischen Behörden in Isolationshaft gesperrt. Dies verstieß gegen ihre eigenen und internationalen Völkerrechte. Seine Frau und seine Kinder sowie seine Großfamilie durften ihn nicht sehen. Während Yang im Gefängnis war, sorgte sich seine Familie um seine Gesundheit und Sicherheit. Die Lobbygruppe Freedom Now übernahm seinen Fall.
Am 28. Mai 2003 entschied die Arbeitsgruppe für willkürliche Inhaftierung der Vereinten Nationen, dass die Inhaftierung von Yang Jianli durch die Regierung Chinas, ein Verstoß gegen das Völkerrecht sei. Am 25. Juni 2003, verabschiedete das Repräsentantenhaus der Vereinigten Staaten die House Resolution 199 mit 412–0 Stimmen und der Senat der Vereinigten Staaten stellte die S.Resolution 184 vor.
Am 4. August 2003 forderten die Vereinigten Staaten China auf, Yang freizulassen. „Wir haben den Fall wiederholt mit hochrangigen chinesischen Beamten aufgeworfen und wir drängen darauf, dass Dr. Yang freigelassen wird und zu seiner Familie, hier in den Vereinigten Staaten, zurückkehren darf“, sagte Philip Reeker, Sprecher des Außenministeriums der Vereinigten Staaten.

## Bei Gesetzgebern und Wissenschaftlern petitionieren
Im Jahr 2003 soll die Harvard University Law School, durch die chinesische Botschaft einen Brief an Wen Jiabao geschickt haben, der von 29 Lehrkörpern unterschrieben worden war. Einige Tage später soll ein weiterer Brief von der Harvard Kennedy School – John F. Kennedy School of Government und Harvard Medical School auf die gleiche Art und Weise und mit 78 Unterschriften an Wen Jiabao geschickt worden sein.
Yangs Frau Fu Xiang, die US-Bürgerin ist, reiste im Mai nach China, um sich über die Situation ihres Mannes zu informieren, wurde aber am Pekinger Flughafen festgehalten und kurz darauf deportiert. Yangs älterer Bruder hat unermüdlich bei Behörden in Peking versucht, die Details des Falles seines Bruders herauszufinden und um sicherzustellen, dass er eine angemessene Verteidigung bekommt, doch ohne Erfolg.
Im April 2004 hielten Mitglieder des Kongresses eine Pressekonferenz zum Gedenken des zweiten Jahrestages von Yangs Inhaftierung. 67 Gesetzgeber sollen in einem Brief eine Warnung an Hu veröffentlicht haben. Die US-Botschaft in Peking soll direkt mit der chinesischen Regierung über Yangs Fall gesprochen haben, so der Abgeordnete der Republikanischen Partei Christopher Cox unter Berufung auf Vizepräsident Dick Cheney.
Im Oktober 2004 schrieben 21 US-Senatoren und 85 Kongressabgeordnete eine Petition an Hu Jintao, dass er Yang Bewährung gewähren solle. Im Juni 2005 schickte eine überparteiliche Gruppe von 40 US-Senatoren (darunter Jon Kyl, Barbara Mikulski, Hillary Clinton, John McCain, Ted Kennedy und Bob Dole) einen Brief an den chinesischen Präsidenten Hu Jintao, in dem sie die Freilassung von Yang forderten.
Im April 2006 forderten 119 Kongressabgeordnete den damaligen Präsidenten Bush auf, Yang Jianlis Fall anzusprechen. Im September wurde Yang unter der Bedingung freigelassen, dass er sofort China verlassen müsse. Doch soll er darauf bestanden haben in seine Heimat zurückzukehren, um das Grab seines Vaters zu reinigen. Infolgedessen wurde er vom Flughafen zurück ins Gefängnis gebracht.

## Rückkehr in die USA und Aktivismus
Am 27. April 2007 wurde Yang Jianli aus dem chinesischen Gefängnis entlassen, durfte aber die Volksrepublik China nicht gleich verlassen. Etwa vier Monate danach, am 19. August, durfte er zu seiner Familie in die Vereinigten Staaten zurückkehren.
Kurz nach seiner Rückkehr, reflektierte Yang Jianli in einem Artikel in der Washington Post über seine Erfahrungen bei den Protesten auf dem Tiananmen-Platz am 4. Juni 1989, bei dem Studenten für Redefreiheit und Demokratie demonstrierten. Diese Erinnerungen kamen zurück, als er die Demonstrationen in Myanmar 2007 beobachtete. Yang sagte, dass alle in der chinesischen Demokratiebewegung solidarisch mit dem burmesischen Volk stehen würden, das sich in einem Kampf um Leben oder Tod engagierte, um sein Land von Jahre langer Unterdrückung zu befreien. Yang meinte, dass für die Burmesen alles auf dem Spiel stehe, und dass das Ergebnis in Burma auch einen Einfluss auf die Demokratiebewegung in China haben werde. Die spirituell geprägte Safran-Revolution, einschließlich Chinas ‘parasitäre Beziehung zu Burma’ und dem Willen der freiheitsliebenden Intellektuellen auf der ganzen Welt, verurteilten die damalige brutale Unterdrückung in Burma.
Im März 2016 veröffentlichte Yang zusammen mit Fang Zheng und Zhou Fengsuo, in der Washington Post einen Artikel, in dem sie Donald Trumps Charakterisierung des Massakers auf dem Tiananmen-Platz verurteilten, da Trump das Massaker als Akt einer „starken, mächtigen Regierung“ beschrieben haben soll.
Yang war mehrfach Gastredner beim Genfer Gipfeltreffen für Menschenrechte und Demokratie und ist Gründer der Nichtregierungsorganisation Initiatives for China, einer in den USA ansässigen Organisation, die sich für einen friedlichen Übergang zur Demokratie in China einsetzt. Er gründete auch die Stiftung für China im 21. Jahrhundert.
Im Jahr 2016 organisierte Yang eine interreligiöse Konferenz der ethnischen und religiösen Minderheiten Chinas in Dharamsala, Indien, welches die Residenz des Dalai Lama ist und der Sitz der tibetischen Zentralverwaltung (die tibetische Exilregierung). An der Konferenz nahmen Vertreter der Uiguren, Mongolen, Christen, Falun Gong und der Bevölkerung Taiwans, Hongkongs und Macaus teil.
Im Juni 2016 organisierte Yang eine Veranstaltung in Washington, D.C. zum 27. Jahrestag der Niederschlagung auf dem Tiananmen-Platz in China. Die technischen Systeme wurden gehackt, sodass einige Teilnehmer in anderen Ländern nicht vollständig kommunizieren konnten.
Im März 2018 wurde Yang von der Interessensgruppe UN Watch eingeladen, vor dem UN-Menschenrechtsrat zu sprechen, doch der chinesische Diplomat Chen Cheng unterbrach ihn wiederholt bei dem gescheiterten Versuch, die Rede aufzuhalten. In seiner Rede stellte Yang das Recht der Kommunistischen Partei Chinas infrage, China bei den Vereinten Nationen zu vertreten, und kritisierte deren Menschenrechtsverletzungen.
Im Jahr 2020 beantragte Yang die Staatsbürgerschaft der Vereinigten Staaten, die aber aufgrund seiner früheren Mitgliedschaft in der Kommunistischen Partei Chinas abgelehnt wurde. Daraufhin verklagte Yang die Bundesregierung, die sich bereit erklärte, ihm die Möglichkeit zu geben, in vier Jahren erneut einen Antrag auf Staatsbürgerschaft zu stellen.
Yang ist ein Hauptziel der Desinformationsnetzwerke der chinesischen Regierung.

## Kritik am Kommunistischen Regime
Yang Jianli sagte in einem Artikel in der Washington Post seine Meinung, warum China nicht einen Sitz beim Menschenrechtsrat der UN haben sollte. Er sagte, dass Chinas aus vielen Gründen nicht qualifiziert sei, einem Rat für den Schutz von Menschenrechten beizutreten. Ein Bericht des Außenministeriums über Menschenrechte im Jahr 2012 stellte fest, dass Religionsfreiheit in China immer noch unterdrückt werde und besonders schwerwiegend sei die Verfolgung gegen tibetische Buddhisten, muslimische Uiguren, Falun-Gong-Praktizierende und Mitglieder von Hauskirchen.
Der im Exil lebende chinesische Dissident Yang Jianli, sagte während eines Besuches im August 2016 in Taipeh gegenüber Nikkei Asian Review, dass wegen der Kampagne gegen Korruption durch den chinesischen Präsidenten Xi Jinping und seine Bemühungen seine Macht zu stärken, sich viele von ihm abgewendet und er sich zahlreiche Feinde gemacht hätte. Yang sagte, dass die Kommunistische Partei in der Vergangenheit, die Eliten korrumpiert und ihre Loyalität geändert habe. Die Eliten wurden zu Verteidigern des Status quo. Das ist der Grund, warum Chinas kommunistisches Regime bis heute weitermachen könne. Yang sagte, dass eine mögliche Spaltung in der Pekinger Führung, Chinas Demokratieaktivisten eine Gelegenheit bieten könnte, doch müssten die Dissidenten zuerst eine starke Einheitsfront aufbauen. Yang warnte davor, dass die Demokratiebewegung im Sande verlaufen könnte, sollte die Opposition zu viele nervenaufreibende Fraktionen mit gespaltenen Ideologien haben, wie dies in Hongkong geschieht.
Der Spiegel berichtete im März 2018, das Yang von der Organisation UN Watch eingeladen worden war, um vor dem Menschenrechtsrat der Vereinten Nationen zu sprechen. Yang sprach über die Menschenrechtsverletzungen, worüber ein Vertreter der Regierung Chinas verärgert reagierte und der versuchte, Yang mehrmals zu unterbrechen. Yang durfte jedoch mit seiner Rede fortfahren, in der er die Menschenrechtsverletzungen und empfindliche Themen ansprach, beispielsweise Chinas Kulturrevolution, Unterdrückung verschiedener Gruppen, wie die Demokratiebewegung und Falun Gong, bei denen zahlreiche Menschen umgekommen sind.
Radio Free Asia berichtete am 31. März 2020 und die Epoch Times am 2. April 2020 über das Verschwinden eines chinesischen Studenten, Zhang Wenbin, der sich gegen die Kommunistische Partei Chinas gestellt hatte. Yang Jianli sagte gegenüber der Epoch Times, dass Zhang lediglich von seinem Recht auf Redefreiheit Gebrauch gemacht habe. Und dass dies ein Recht sei, das ihm in der chinesischen Verfassung gewährt wird. Weiterhin erwähnte er, dass dieses Recht nur „auf dem Papier“ gültig sei. Er bezeichnete die KP Chinas als ein „barbarisches Regime“, dessen oberste Priorität die Erhaltung ihrer Macht sei. „Der Parteistaat der KP Chinas toleriert keine Provokation durch irgendjemanden, ebenso wenig wie die Parteiführer. Jede kritische Bemerkung erscheine in ihren Augen wie ein Akt der Rebellion“, sagte Yang.